# Джинні Берлін
Джинні Бретт Мей, відома як Джинні Берлін (англ. Jeannie Berlin; нар. 1 листопада 1949,  Лос-Анжелес, Каліфорнія, США) — американська акторка.

## Біографія
Джинні Бретт Мей народилася в  Лос-Анжелесі, США в родині драматургині та сценаристки Елейн Мей. Її мати в 16 років одружилася з Марвіном Меєм (зараз дизайнер іграшок), шлюб протримався рік. Після народження її вихованням займалася бабуся. Вона прожила з бабусею приблизно до десяти років, а потім переїхала в Нью-Йорк до матері. В шкільні роки Джинні організувала з друзями комедійну групу. Після закінчення школи вступила в Театральну мистецьку школу Нью-Йоркського університету.

## Фільмографія
Почала з'являтися на екранах з 1968. Перша робота — телефільм «Лише на словах». У 1970 акторка з'явилась у п'яти стрічках: комедійна драма «Навпростець», романтична драма «Сунична заява», мелодрама «У ясний день побачиш вічність», комедія «Переїзд», драма «Виробниця дітей». 
У 1972 знялась у стрічці своєї матері «Розбиваючі серця», за роль у якій отримала номінацію на премії «Оскар» та «Золотий глобус». У 1975 виконала головну жіночу роль принцеси єврейського походження у комедії «Шейла Левайн померла та живе в Нью-Йорку». Та після епізодичної ролі у серіалі «Коломбо» Берлін можна було потім побачити на еранах лише у 1990 — комедія «Сильні духом», у якій акторка знімалась разом з матір'ю. У 2011 виконала роль у драмі «Маргарет», а через два роки зіграла у комедії «Віджай та я». 
У комедійній драмі Пола Томаса Андерсона «Вроджена вада» виконала роль другого плану тітки Ріт. У 2016 знялась у Вуді Аллена — трагікомедії «Світське життя» та у мінісеріалі «Одного разу вночі». У 2018 році вона зіграла президента США у драматичному серіалі Hulu The First, а наступного року отримала роль Сід Піч, керівниці телеканалу Roys' Fox News, у драматичному серіалі HBO Succession. У 2020 році вона зіграла повторювану роль у драматичному серіалі Amazon Prime Video Мисливці, бабусю головної героїні. У 2022 році виконала головну роль у драматичному фільмі «Фабельмани» Стівена Спілберга.

### Фільми
| Рік  | Назва                                      | Оригінальна назва                            | Роль               | Примітки              |
| ---- | ------------------------------------------ | -------------------------------------------- | ------------------ | --------------------- |
| 1969 | «Лише на словах»                           | In Name Only                                 | Гізер              | телефільм             |
| 1970 | «Сунична заява»                            | The Strawberry Statement                     | дівчина            |                       |
| 1970 | «Навпростець»                              | Getting Straight                             | Джуді Крамер       |                       |
| 1970 | «У ясний день побачиш вічність»            | On a Clear Day You Can See Forever           | дівчина в притулку | у титрах не зазначена |
| 1970 | «Переїзд»                                  | Move                                         |                    | у титрах не зазначена |
| 1970 | «Виробниця дітей»                          | The Baby Maker                               | Шарлотта           |                       |
| 1971 | «Двоє на пляжі»                            | Two on a Bench                               | Гаррієт            | телефільм             |
| 1972 | «Скарга кравця»                            | Portnoy's Complaint                          | Бабблз Гірарді     |                       |
| 1972 | «Боун»                                     | Bone                                         | дівчина            |                       |
| 1972 |                                            | I figli chiedono perché                      |                    |                       |
| 1972 | «Розбиваючі серця»                         | The Heartbreak Kid                           | Ліля Колодні       |                       |
| 1973 | «Чому»                                     | Why                                          | наркозалежна       |                       |
| 1975 | «Шейла Левайн померла та живе в Нью-Йорку» | Sheila Levine Is Dead and Living in New York | Шейла Левайн       |                       |
| 1990 | «Сильні духом»                             | In the Spirit                                | Крістал            |                       |
| 2011 | «Маргарет»                                 | Margaret                                     | Емілі              |                       |
| 2013 | «Віджай та я»                              | Vijay and I                                  | місіс Короковскі   |                       |
| 2014 | «Вроджена вада»                            | Inherent Vice                                | тітка Ріт          |                       |
| 2016 | «Світське життя»                           | Café Society                                 | Роуз               |                       |
| 2022 | «Фабельмани»                               | The Fabelmans                                |                    |                       |
| 2026 | «Наречена»                                 | The Bride!                                   |                    |                       |

### Серіали
| Рік  | Назва               | Оригінальна назва | Роль          | Примітки               |
| ---- | ------------------- | ----------------- | ------------- | ---------------------- |
| 1976 | «Коломбо»           | Columbo           | Дженні Брендт | 1 епізод               |
| 2003 | «Сваха»             | Miss Match        | Ріса Барбеко  | 1 епізод               |
| 2016 | «Одного разу вночі» | The Night Of      | Гелен         | мінісеріал; 7 епізодів |
| 2018 | «Перший»            | The First         | президент     | 3 епізоди              |
| 2019 |                     | SMILF             | Ліліан        | 1 епізод               |